# Mladen Plakalović
Mladen Plakalović (ur. 28 września 1991 w Sarajewie) – bośniacki biegacz narciarski i biathlonista, reprezentant kraju na Zimowych Igrzyskach Olimpijskich 2010, zawodnik klubu SK Sarajevo-Istočno Sarajevo.
W 2010 roku był najmłodszym z zawodników reprezentujących Bośnię i Hercegowinę na igrzyskach w Vancouver. Wziął wówczas udział w jednej konkurencji biegowej, którą był bieg mężczyzn na 15 kilometrów. W zawodach reprezentant Bośni i Hercegowiny uplasował się na 78. miejscu.
Poza startem w igrzyskach olimpijskich ma na koncie także występy w mistrzostwach świata w narciarstwie klasycznym. W 2009 roku w Libercu był 115. w sprincie, a w 2011 roku zajął w tej konkurencji 97. pozycję. Większość jego startów ma miejsce w zawodach na szczeblu lokalnym, w których kilkukrotnie zwyciężał. Startuje również w rozgrywkach biathlonowych w Pucharze IBU. 5 stycznia 2017 r. zanotował najlepszy jak do tej pory wynik 49. miejsce w sprincie we włoskim Martell-Val Martello.

## Osiągnięcia

### Igrzyska olimpijskie
| Miejsce | Dzień     | Rok  | Miejscowość | Konkurencja            | Czas biegu  | Strata       | Zwycięzca           |
| ------- | --------- | ---- | ----------- | ---------------------- | ----------- | ------------ | ------------------- |
| 78.     | 15 lutego | 2010 | Vancouver   | 15 km stylem dowolnym  | 33:36,3 min | +6:05,1 min  | Dario Cologna       |
| 82.     | 11 lutego | 2014 | Soczi       | Sprint stylem dowolnym | —           | —            | Ola Vigen Hattestad |
| DNF.    | 23 lutego | 2014 | Soczi       | 50 km stylem dowolnym  | 1:46:55,2 h | nie ukończył | Aleksandr Legkow    |
| 76.     | 16 lutego | 2018 | Pjongczang  | 15 km stylem dowolnym  | 33:43,9 min | +4:43,8 min  | Dario Cologna       |

### Mistrzostwa świata
| Miejsce | Dzień     | Rok  | Miejscowość   | Konkurencja            | Czas biegu  | Strata          | Zwycięzca           |
| ------- | --------- | ---- | ------------- | ---------------------- | ----------- | --------------- | ------------------- |
| 115.    | 22 lutego | 2009 | Liberec       | Sprint stylem dowolnym | —           | —               | Ola Vigen Hattestad |
| 97.     | 24 lutego | 2011 | Oslo          | Sprint stylem dowolnym | —           | —               | Marcus Hellner      |
| DNS.    | 27 lutego | 2013 | Val di Fiemme | 15 km stylem dowolnym  | 34:37,1 min | nie wystartował | Petter Northug      |
| 63.     | 25 lutego | 2015 | Falun         | 15 km stylem dowolnym  | 35:01,6 min | +4:45,5 min     | Johan Olsson        |
| 83.     | 23 lutego | 2017 | Lahti         | Sprint stylem dowolnym | 3:13,76 min | —               | Federico Pellegrino |

### Uniwersjada
| Miejsce | Dzień      | Rok  | Miejscowość   | Konkurencja           | Czas biegu  | Strata      | Zwycięzca        |
| ------- | ---------- | ---- | ------------- | --------------------- | ----------- | ----------- | ---------------- |
| 87.     | 17 grudnia | 2013 | Val di Fiemme | 10 km stylem dowolnym | 23:57,4 min | +3:20,2 min | Milanko Petrović |

### Olimpijski festiwal młodzieży Europy
| Miejsce | Dzień     | Rok  | Miejscowość | Konkurencja            | Czas biegu  | Strata      | Zwycięzca        |
| ------- | --------- | ---- | ----------- | ---------------------- | ----------- | ----------- | ---------------- |
| 71.     | 18 lutego | 2009 | Szczyrk     | 10 km stylem dowolnym  | 26:50.2 min | +6:24.0 min | Perttu Hyvärinen |
| 64.     | 19 lutego | 2009 | Szczyrk     | sprint stylem dowolnym | —           | —           | Gleb Rietiwych   |